# Hyperbola

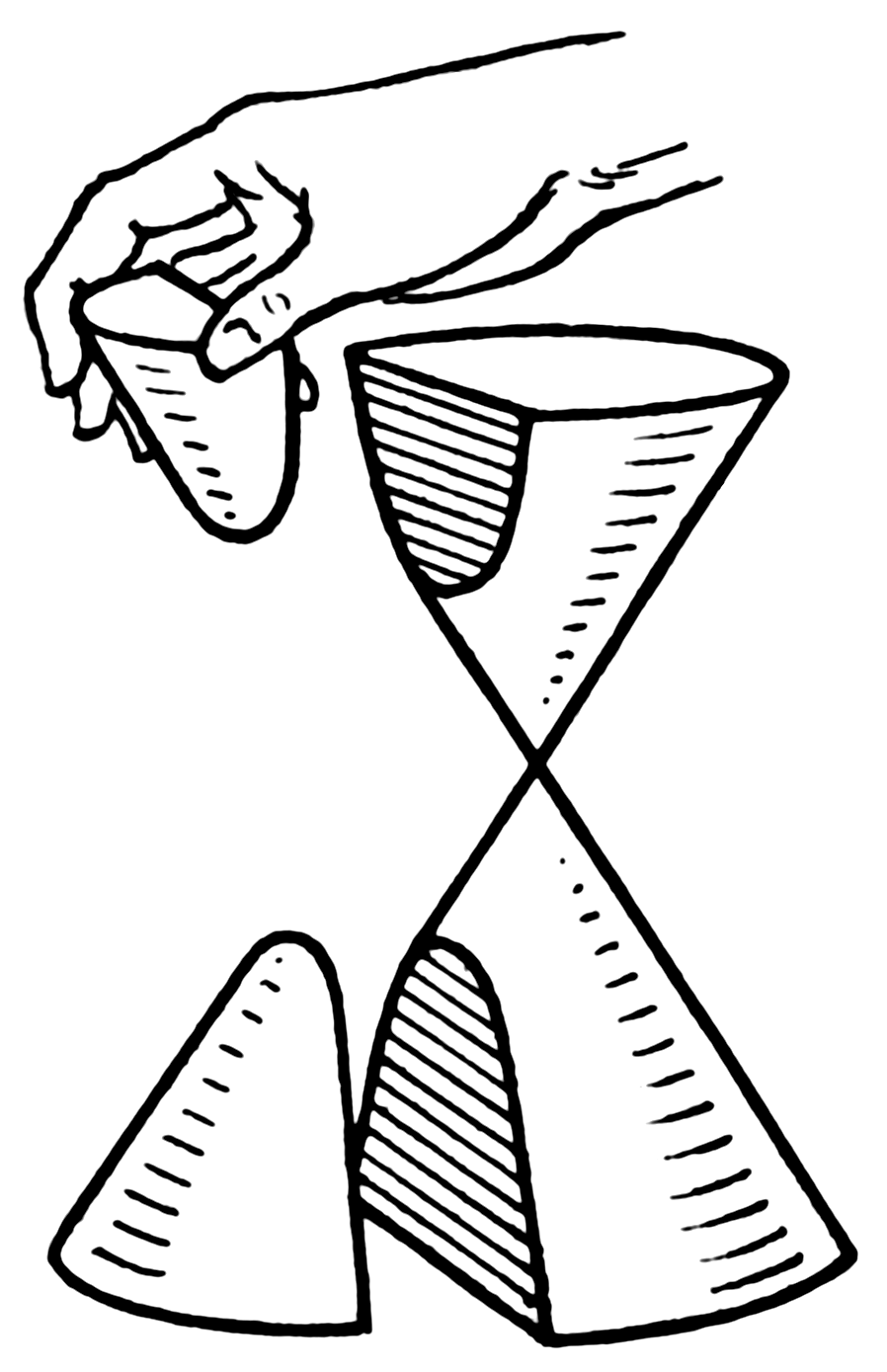
Hyperbola jako kuželosečka.

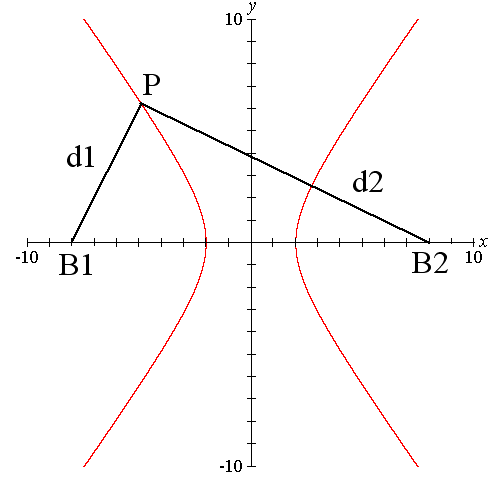
Ilustrace definice: ohniska (B1, B2); bod hyperboly (P); vzdálenosti ohnisek (d1, d2).

Hyperbola je rovinná křivka, kuželosečka s výstředností větší než 1. Lze ji také definovat jako množinu všech bodů v rovině o daném rozdílu vzdáleností od dvou pevných ohnisek.
Hyperbola také tvoří graf funkce {\displaystyle y=1/x} v kartézské soustavě souřadnic.
Tvar hyperboly má dráha tělesa v poli centrální síly (gravitační nebo elektrické pole vytvořené tělesem, které lze aproximovat bodem – tuto aproximaci lze beze ztráty přesnosti udělat pro všechna sféricky symetrická tělesa pro prostor mimo jejich vnitřek), pokud je rychlost tohoto tělesa vyšší, než je úniková rychlost.

## Matematická vyjádření
Implicitní vyjádření
{\displaystyle \|F_{1}X\|-\|F_{2}X\|=2a\,\!}
Množina všech bodů X v rovině, které mají od dvou různých ohnisek {\displaystyle F_{1}} a {\displaystyle F_{2}} konstantní (neměnnou) absolutní hodnotu rozdílu vzdáleností.

### Kartézský souřadnicový systém
Standardní popis hyperboly:

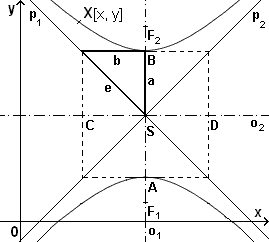
Hyperbola v kartézském souřadnicovém systému, hlavní osa rovnoběžná s osou y.

S[m, n] – Střed hyperboly o souřadnicích m, n 

F1, F2 – ohniska hyperboly 

A, B – vrcholy hyperboly 

o1 – hlavní osa hyperboly 

o2 – vedlejší osa hyperboly 

p1, p2 – asymptoty hyperboly 

{\displaystyle |AS|=|SB|=a\,\!} – délka hlavní poloosy 

{\displaystyle |CS|=|SD|=b\,\!} – délka vedlejší poloosy 

{\displaystyle |F_{1}S|=|F_{2}S|={\sqrt {a^{2}+b^{2}}}=e\,\!} excentricita 

{\displaystyle |AB|=2a\,\!} – délka hlavní osy 

{\displaystyle |CD|=2b\,\!} – délka vedlejší osy 

X[x, y] – libovolný bod náležící hyperbole
Pokud {\displaystyle a=b}, pak dostáváme rovnici rovnoosé hyperboly.

#### Charakteristické rovnice hyperboly dle jejího umístění

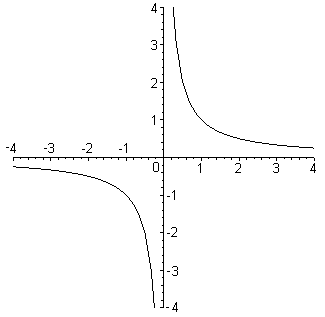
Asymptoty totožné s osami x a y: y = 1/x

- Hlavní osa {\displaystyle o_{1}} hyperboly rovnoběžná s osou {\displaystyle x}

Středová rovnice:
{\displaystyle {(x-m)^{2} \over a^{2}}-{(y-n)^{2} \over b^{2}}=1\,\!}
Obecná rovnice:
{\displaystyle Ax^{2}-By^{2}+Cx+Dy+E=0\;,A>0,B>0\,\!}
Rovnice asymptot:
{\displaystyle y-n=\pm {b \over a}(x-m)\,\!}
Rovnice tečny v bodě {\displaystyle T[x_{0},y_{0}]}:
{\displaystyle {(x-m)(x_{0}-m) \over a^{2}}-{(y-n)(y_{0}-n) \over b^{2}}=1\,\!}
- Hlavní osa {\displaystyle o_{1}} hyperboly rovnoběžná s osou {\displaystyle y}

Středová rovnice:
{\displaystyle {(y-n)^{2} \over a^{2}}-{(x-m)^{2} \over b^{2}}=1\,\!}
Obecná rovnice:
{\displaystyle -Ax^{2}+By^{2}+Cx+Dy+E=0\;,A>0,B>0\,\!}
Rovnice asymptot:
{\displaystyle y-n=\pm {a \over b}(x-m)\,\!}
Rovnice tečny v bodě {\displaystyle T[x_{0},y_{0}]}:
{\displaystyle {(y-n)(y_{0}-n) \over a^{2}}-{(x-m)(x_{0}-m) \over b^{2}}=1\,\!}
- Asymptoty {\displaystyle p_{1},p_{2}} rovnoběžné s osami {\displaystyle x} a {\displaystyle y}

Středová rovnice:
{\displaystyle (x-m)(y-n)=c\,\!}

{\displaystyle a=b={\sqrt {2|c|}}\,\!}
Obecná rovnice:
{\displaystyle xy+Ax+By+C=0\,\!}
Rovnice asymptot:
{\displaystyle x=m,y=n\,\!}

#### Převedení obecné rovnice na středovou
Uspořádáme členy v rovnici.
{\displaystyle 2x^{2}+4x-y^{2}+3y-{17 \over 4}=0\,\!}
Z prvních dvou členů vytkneme dvojku (koeficient) a doplníme je na druhou mocninu dvojčlenu. To samé provedeme i u následujících dvou členů, s tím rozdílem, že vytkneme minus.
{\displaystyle 2\left[{(x+1)}^{2}-1\right]-\left[{\left(y-{3 \over 2}\right)}^{2}-{9 \over 4}\right]={17 \over 4}\,\!}
Dále upravujeme rovnici tak, aby odpovídala středovému tvaru.
{\displaystyle 2(x+1)^{2}-2-{\left(y-{3 \over 2}\right)}^{2}+{9 \over 4}={17 \over 4}\,\!}
{\displaystyle 2(x+1)^{2}-{\left(y-{3 \over 2}\right)}^{2}=4\,\!}
{\displaystyle {(x+1)^{2} \over 2}-{{\left(y-{3 \over 2}\right)}^{2} \over 4}=1\,\!}
Z výsledné rovnice snadno zjistíme vlastnosti hyperboly.

Jedná se o hyperbolu, jejíž hlavní osa {\displaystyle o_{1}} je rovnoběžná s osou {\displaystyle x}.

{\displaystyle S\left[-1,{3 \over 2}\right]\,\!}, {\displaystyle a={\sqrt {2}}\,\!}, {\displaystyle b=2\,\!},
{\displaystyle e={\sqrt {6}}\,\!}, {\displaystyle p_{1}:y={\sqrt {2}}x+{3+2{\sqrt {2}} \over 2}\,\!}, {\displaystyle p_{2}:y=-{\sqrt {2}}x+{3-2{\sqrt {2}} \over 2}\,\!}

#### Vzájemná poloha hyperboly a přímky
Řešíme soustavu rovnic hyperboly a přímky.
Jestliže vyjde lineární rovnice, která popisuje přímku rovnoběžnou
s jednou z asymptot – přímka je sečnou hyperboly s jedním průsečíkem.
Pakliže lineární rovnice nemá žádné řešení – přímka není sečna.
Pokud vyjde kvadratická rovnice a diskriminant {\displaystyle D} je:
- D > 0 dvě řešení – přímka je sečna se dvěma průsečíky
- D = 0 jedno řešení – tečna s bodem dotyku
- D < 0 žádné řešení – přímka je nesečna

#### Vzájemná poloha hyperboly a bodu
Jestliže převedeme všechny členy rovnice hyperboly na levou
stranu (anulujeme rovnici) a dosadíme souřadnice bodu,
pak bude platit:
- výsledná hodnota = 0 bod náleží hyperbole
- výsledná hodnota < 0 bod se nachází ve vnější rovině hyperboly
- výsledná hodnota > 0 bod se nachází ve vnitřní rovině hyperboly

### Polární souřadnicový systém
Pro hyperbolu se středem S umístěným v počátku platí rovnice:
{\displaystyle r^{2}={a^{2}b^{2} \over b^{2}\cos ^{2}\theta -a^{2}\sin ^{2}\theta }\,\!}
Pro hyperbolu s ohniskem F umístěným v počátku platí rovnice:
{\displaystyle r={a(\epsilon ^{2}-1) \over 1-\epsilon \cos \theta }\,\!}